# جی‌جی ۹۸۲۷
جی‌جِی ۹۸۲۷ (انگلیسی: GJ 9827) GJ 9827 ستاره‌ای در صورت فلکی صورت فلکی ماهی است. این یک ستاره رشته اصلی نوع K با قدر ظاهری ۱۰٫۲۵۰ است. بر اساس اختلاف منظر، ۹۷ سال نوری (۳۰ پارسک) از منظومه شمسی فاصله دارد.
دوره چرخش ستاره را نمی‌توان تا سال ۲۰۲۰ تعیین کرد و بسته به تفسیر داده‌های موجود، می‌تواند حدود ۱۵ یا ۳۰ روز باشد. دوره چرخش ستاره را نمی‌توان تا سال ۲۰۲۰ تعیین کرد و بسته به تفسیر داده‌های موجود، می‌تواند حدود ۱۵ یا ۳۰ روز باشد.

## منظومهٔ سیاره‌ای
جی‌جِی ۹۸۲۷ دارای ۳ سیارهٔ در حال عبور است که توسط رصدخانه فضایی کپلر در طی بررسی K2 آنها دیده شده است. تا اکتبر ۲۰۱۷، این نزدیک‌ترین ستاره کشف شده با سیاره‌های فراخورشیدی بود که توسط مأموریت‌های کپلر یا K2 کشف شد. شعاع سیاره‌ها (b, c، d) ۱٫۶۲، ۱٫۲۷، و ۲٫۰۹ برابر زمین و دوره‌های ۱٫۲۰۹، ۳٫۶۴۸ و ۶٫۲۰۱ روز (نسبت‌های ۱:۳:۵) است. به‌دلیل فاصلهٔ نزدیک، این سیستم یک هدف عالی برای مطالعهٔ اتمسفر سیاره‌های فراخورشیدی در نظر گرفته می‌شود.
در اواخر سال ۲۰۱۷، جرم هر سه سیاره با استفاده از طیف‌سنج سیاره یاب در تلسکوپ ماژلان II تعیین شد. سیارهٔ بی از آهن بسیار غنی است، سیارهٔ سی به‌نظر می‌رسد مه به صورت عمده سنگی است، و سیارهٔ دی یک سیاره معمولی غنی از مواد فرار است. جی‌جِی ۹۸۲۷ بی یکی از متراکم‌ترین سیاراتی است که تاکنون یافت شده است و جرم آن حاوی حدود ۵۰٪ آهن است.